# Шуджа-Шах Дуррани
Шуджа-Шах Дуррани (пушту شاه شجاع درانی‎) (4 ноября 1785 — 5 апреля 1842) — правитель Дурранийской империи с 1803 до 1809 года, а также эмир Афганистана с 1839 года до своей смерти.

## Карьера
Шуджа-Шах был губернатором Герата и Пешавара с 1798 до 1801 года. Он провозгласил себя королём Афганистана в октябре 1801 года (после отстранения от власти его брата Земан-Шаха), однако на трон он взошёл только 13 июля 1803 года.
В 1809 году Шуджа-Шах заключил союз с Великобританией в качестве средства защиты от вторжения Франции и России.
3 мая 1809 года Шуджа-Шаха отстранил от власти его же предшественник Махмуд-Шах, и он был вынужден отправиться в изгнание в Индию, где его захватил в плен Яханда-Хан Бамизай в Аттоке (1811—1812), а затем в Кашмире (1812—1813).
Когда визирь Махмуда-Шаха Фатех-Хан вторгся в Кашмир, Шуджа-Шах решил пойти вместе с армией сикхов. С 1813 до 1814 он находился в Лахоре. В обмен за свою свободу он передал магараджи Ранджиту Сингху бриллиант Кохинур. После этого он оставался сначала в Пенджабе, а потом в Лудхияне вместе с Земан-Шахом.
В 1833 году он заключил соглашение с Ранджитом Сингхом: ему было разрешено пройти со своим войском через Пенджаб. Таким образом, в следующем году Шуджа-Шах отправился в Кандагар, а сикхи напали на Пешавар. В июле, не добравшись до стен Кандагара, Шуджа-Шах наткнулся на войска Дост Мухаммеда и потерпел поражение.
В 1838 году он получил поддержку британских сил, а также армии сикхов для свержения правительства Дост Мохаммеда-Хана. В результате Первой англо-афганской войны (1838-42) Шуджа вернул себе трон 7 августа 1839 года, почти через 30 лет после его свержения с престола. После изгнания британцев из Кабула он не смог удержать власть, был свергнут и убит Шуджей ад-Даула 5 апреля 1842 года.

## Жёны
1. Дочь Фат-Хана Токи
2. Вафа Бегум
3. Дочь Хайдара, эмира Бухарского эмирата
4. Дочь Хан Багадур-Хана Маликдина Хула
5. Дочь Сардара-Хаджи Раматуллы-Хана Сардозая, визир
6. Сарвар Бегум
7. Биби Маштан